# S/2009 S 1
S/2009 S 1 es el nombre provisional de una pequeña luna de Saturno descubierta por Carolyn Porco y el equipo de imagen de la sonda Cassini el 26 de julio de 2009. Orbita a Saturno a una distancia media de cerca de 117 000 km, con un diámetro aproximado de 300 metros en la parte exterior del anillo B. 
La luna fue detectada durante un cruce del plano de los anillos, observando una larga sombra de 40 km proyectada sobre los anillos. S/2009 S 1 se ubica 480 km dentro del anillo y sobresale unos 150 metros por encima de este. La imagen de su descubrimiento fue tomada a unos 296 000 km de Saturno.